# Newberg
Newberg is een plaats (city) in de Amerikaanse staat Oregon, en valt bestuurlijk gezien onder Yamhill County.

## Demografie
Bij de volkstelling in 2000 werd het aantal inwoners vastgesteld op 18.064. In 2006 is het aantal inwoners door het United States Census Bureau geschat op 21.576, een stijging van 3512 (19,4%).

## Geografie
Volgens het United States Census Bureau beslaat de plaats een oppervlakte van 13,0 km², geheel bestaande uit land. Newberg ligt op ongeveer 77 m boven zeeniveau.

## Plaatsen in de nabije omgeving
De onderstaande figuur toont nabijgelegen plaatsen in een straal van 16 km rond Newberg.